# Зелёная литория
Зелёная литория (лат. Ranoidea phyllochroa) — земноводное семейства квакш.
Обитает в лесах на восточном побережье Австралии в Новом Южном Уэльсе и юго-восточном Квинсленде.